# Amon (schweizerische Band)
Amon war eine schweizerische Black- und Death-Metal-Band aus Zürich, die im Jahr 1991 gegründet wurde und sich 1998 auflöste.

## Geschichte
Die Band wurde im Jahr 1991 vom Gitarristen Dan B. Zahed gegründet, wobei die Mitglieder der Band auch Mitglieder der Church of Satan waren. Im Jahr 1993 erschien unter dem Namen The Shining Trapezohedron eine erste EP. Im September desselben Jahres bildete sich um Zahed eine feste Besetzung, bestehend aus dem Sänger und Gitarristen Reto Jäger, dem Bassisten Satorius und dem Schlagzeuger Pete Schuler (ex-Messiah). Satorius war zudem Mitglied des Black Order of Lucifer. Es folgten Auftritte inner- und außerhalb der Schweiz zusammen mit Gruppen wie Deicide, Suffocation, Samael, Pyogenesis und Disastrous Murmur. 1995 erschien dann das Debütalbum Shemhamforash. Im Fernsehen sowie an Universitäten wurde der Band die Möglichkeit geboten, ihre religiösen Ansichten darzulegen, was zu kontroversen Diskussionen und Klagen führte. Im Jahr 1998 kam es zur Auflösung der Band. Satorius hatte bereits im Jahr 1994 die Black-Metal-Band Helvete gegründet, die sich 2002 in Mountain King umbenennen sollte.

## Musikstil und Ideologie
Laut Matthias Herr's Heavy Metal Lexikon Vol. 5 ist The Shining Trapezohedron ein „Midtempo-Horror-Soundtrack“ mit finsterem Gesang. Shemhamforash biete soliden Death Metal mit klaren Black-Metal-Einflüssen. Der Gesang sei düster und geröchelt. Robert Müller vom Metal Hammer fand es in seiner Rezension zu Shemhamforash seltsam, dass der Band zum einen der Text der Lieder wichtig sei, zum anderen man aber auf Anhieb nichts verstehen könne. Für ihn seien die Lieder zudem nur „umfangreiche Danksagungen“. Ansonsten biete das Album „schwerblütigen Black Metal“, der musikalisch respektabel sei. Laut Kai Wendel vom Rock Hard bietet das Album durchschnittlichen Death Metal, der Black-Metal-Anleihen aufweise.
In einem Interview im Rock Hard von Kai Wendel gaben Pete Schuler, Dan B. Zahed und der Bassist Satorius an, dass die Band nichts mit der skandinavischen Black-Metal-Kultur zu tun haben wolle, da „[d]as ordinäre Heidentum dieser Wikinger […] nichts mit dem modernen Satanismus, z. B. dem von La Vey, gemeinsam [hat]“. Diese Szene sei sogar der Church of Satan abgeneigt. Die Band halte nichts davon, germanische Kulte mit faschistischen Ansichten zu vermischen, da Satanismus etwas mit Individualität zu tun habe und nicht etwa mit der Ideologie des Dritten Reichs. LaVey sage das Gegenteil aus: Er spreche sich gegen Vorurteile aus und befürworte eine individuelle Lebensweise. Alle Götter und Dämonen seien eine Erfindung des Menschen, sodass die Band Satan nur als Symbol betrachte. Für LaVey gebe es kein Gut oder Böse wie in anderen Religionen wie dem Christentum oder dem Islam und er befürworte das Ausleben der menschlichen Triebe. In der Church of Satan spiele Gewalt eine untergeordnete Rolle und werde nur in Ritualen zum Abbau von Aggressionen eingesetzt. Ziel sei eine freie Persönlichkeitsentfaltung ohne jedoch jemand anderes einzuschränken.

## Diskografie
- The Shining Trapezohedron (EP, 1993, Book 9 Records)
- Shemhamforash (Album, 1995, Witchhunt Records)